# Едмон Декоттіньє
Едмон Декоттіньє (фр. Edmond Decottignies, 3 грудня 1893 — 3 червня 1963) — французький важкоатлет.
Олімпійський чемпіон 1924 року в категорії до 67,5 кг.